# 阿地洛尔
阿地洛尔（英语：Adimolol；开发代号：MEN-935）是一种抗高血压药，可作为非选择性α1-、α2- 和β-肾上腺素能受体拮抗剂。

## 合成

合成：专利：

1-萘基缩水甘油醚（2461-42-9 ）(1)与3-(3-氨基-3-甲基丁基)-1H-苯并咪唑-2-酮（64928-58-1 ）(2)反应得到阿地莫洛(3).